# James Thompson (Schwimmer)
James Gilmour Thompson (* 20. Januar 1906 in Dundee, Vereinigtes Königreich; † 26. Januar 1966 in Hamilton, Ontario) war ein kanadischer Schwimmer.

## Karriere
Thompson nahm 1928 an den Olympischen Spielen in Amsterdam teil. Über 400 m Freistil schied er als Vierter in seinem Vorlauf aus, über 1500 m Freistil als Dritter. Mit der Staffel über 4 × 200 m Freistil gewann er die Bronzemedaille. Von Beruf Maschinist, musste er Sponsoren für die Teilnahme an den Olympischen Spielen finden, da das Canadian Olympic Committee nur drei Sportlern die Teilnahme finanzieren konnte. 1930 nahm er an den British Empire Games teil. In Hamilton sicherte er sich mit der Staffel über 4 × 200 yds Freistil Gold.
Im Anschluss beendete er seine Karriere und wurde Schwimmtrainer. Seine Kinder Patty Thompson und Robert Thompson nahmen auch an Olympischen Spielen teil.